# Jordy Nelson
Jordy Ray Nelson (13 de maio de 1985, Manhattan, Kansas) é um jogador de futebol americano aposentado que atuava como wide receiver na National Football League (NFL). Foi draftado em 2008 pelo Green Bay Packers, time que defendeu por dez temporadas. Em 2018, jogou pelo Oakland Raiders mas foi dispensado ao fim da temporada. Em 2019, anunciou sua aposentadoria.

## Estatísticas
| Ano             | Time  | Jogos | Recebendo | Recebendo | Recebendo | Recebendo | Recebendo | Fumbles | Fumbles  |
| Ano             | Time  | J     | Rec       | Jardas    | Média     | Lng       | TD        | Fum     | Perdidos |
| --------------- | ----- | ----- | --------- | --------- | --------- | --------- | --------- | ------- | -------- |
| 2008            | GB    | 16    | 33        | 366       | 11,1      | 29        | 2         | 0       | 0        |
| 2009            | GB    | 13    | 22        | 320       | 14,5      | 51        | 2         | 3       | 1        |
| 2010            | GB    | 16    | 45        | 582       | 12,9      | 80        | 2         | 3       | 3        |
| 2011            | GB    | 16    | 68        | 1 263     | 18,6      | 93        | 15        | 0       | 0        |
| 2012            | GB    | 12    | 49        | 745       | 15,2      | 73        | 7         | 0       | 0        |
| 2013            | GB    | 16    | 85        | 1 314     | 15,5      | 76        | 8         | 0       | 0        |
| 2014            | GB    | 16    | 98        | 1 519     | 15,5      | 80        | 13        | 0       | 0        |
| 2016            | GB    | 16    | 97        | 1 257     | 13,0      | 60        | 14        | 1       | 1        |
| 2017            | GB    | 15    | 53        | 482       | 9,1       | 58        | 6         | 0       | 0        |
| 2018            | OAK   | 15    | 63        | 739       | 11,7      | 66        | 3         | 1       | 0        |
| Total           | Total | 150   | 613       | 8 587     | 14,0      | 93        | 72        | 8       | 5        |
| Fonte: ESPN.com |       |       |           |           |           |           |           |         |          |